# André Moreira
André Campos Moreira (Ribeirão, 2 dicembre 1995) è un calciatore portoghese, portiere svincolato.

## Carriera
Nell'agosto del 2014, dopo aver impressionato gli osservatori al campionato europeo di calcio Under-19 2014, viene ingaggiato dall'Atlético Madrid. Dopo svariati prestiti in Portogallo e Inghilterra, si svincola dall'Atlético per accasarsi al Belenenses.

## Statistiche

### Presenze e reti nei club
Statistiche aggiornate al 24 novembre 2019.
| Stagione        | Squadra         | Campionato      | Campionato | Campionato | Coppe nazionali | Coppe nazionali | Coppe nazionali | Coppe continentali | Coppe continentali | Coppe continentali | Altre coppe | Altre coppe | Altre coppe | Totale | Totale |
| Stagione        | Squadra         | Comp            | Pres       | Reti       | Comp            | Pres            | Reti            | Comp               | Pres               | Reti               | Comp        | Pres        | Reti        | Pres   | Reti   |
| --------------- | --------------- | --------------- | ---------- | ---------- | --------------- | --------------- | --------------- | ------------------ | ------------------ | ------------------ | ----------- | ----------- | ----------- | ------ | ------ |
| 2013-2014       | Ribeirão        | CP              | 16         | -24        | -               | -               | -               | -                  | -                  | -                  | -           | -           | -           | 16     | -24    |
| 2014-2015       | Moreirense      | PL              | 0          | 0          | CP+CdL          | 0+2             | 0+ -1           | -                  | -                  | -                  | -           | -           | -           | 2      | -1     |
| 2015-2016       | União Madeira   | PL              | 19         | -24        | CP+CdL          | 0+0             | 0+ -0           | -                  | -                  | -                  | -           | -           | -           | 19     | -24    |
| ago. 2016       | Belenenses      | PL              | 0          | 0          | CP+CdL          | 0+0             | 0+ -0           | -                  | -                  | -                  | -           | -           | -           | 0      | 0      |
| 2016-2017       | Atlético Madrid | PD              | 0          | 0          | CR              | 0               | 0               | UCL                | 0                  | 0                  | -           | -           | -           | 0      | 0      |
| ago.-dic. 2017  | Braga           | PL              | 0          | 0          | CP+CdL          | 1+1             | -2+ -1          | UCL                | 0                  | 0                  | -           | -           | -           | 2      | -3     |
| gen. 2018       | Belenenses      | PL              | 0          | 0          | CP+CdL          | -               | -               | -                  | -                  | -                  | -           | -           | -           | 0      | 0      |
| 2018-2019       | Aston Villa     | FLC             | 0          | 0          | FA+EFL          | 0+2             | 0+ -1           | -                  | -                  | -                  | -           | -           | -           | 2      | -1     |
| gen. 2019       | Feirense        | PL              | 5          | -14        | CP+CdL          | -               | -               | -                  | -                  | -                  | -           | -           | -           | 5      | -14    |
| 2019-2020       | Belenenses SAD  | PL              | 4          | -9         | CP+CdL          | 1+0             | -1+-0           | -                  | -                  | -                  | -           | -           | -           | 5      | -10    |
| Totale carriera | Totale carriera | Totale carriera | 44         | -71        |                 | 7               | -6              |                    | 0                  | 0                  |             | 0           | 0           | 51     | -73    |